# سید ابراهیم درازگیسو
سید ابراهیم درازگیسو (درگذشته 30 مهر ۱۳۹۸) سیاستمدار و دیپلمات ایرانی است. درازگیسو اولین استاندار گلستان، استاندار هرمزگان،  فرماندار گنبد، مشاور وزیر کشور و سفیر ایران در آلمان شرقی و ترکمنستان بوده است.
او همچنین اولین شهردار گرگان پس از انقلاب و فرماندار گرگان بوده است.
وی رییس ستاد انتخاباتی روحانی در سال ۹۶ و همچنین رابط شورای عالی سیاست گذاری اصلاح طلبان در سال ۹۸ بوده است. 
او در تاریخ ۳۰ مهر ۱۳۹۸ بر اثر سانحه ی رانندگی درگذشت.